# Yukie Nakama
Yukie Nakama (仲間 由紀恵?, Nakama Yukie; Okinawa, 30 ottobre 1979) è un'attrice, cantante ed ex idol giapponese.
È nota principalmente per aver interpretato il ruolo di Sadako Yamamura nel film Ring 0: The Birthday (2000), e per i numerosi ruoli da donna fatale, tra cui quello di Saki Amihama in Utsukushii rinjin (2011) e nel suo prequel Saki (2013), di Miyama Natsumi in Honey Trap (2013) e di Yukiko Sendai in 10 no himitsu (2020).

## Biografia
Nakama debuttò nella duplice veste di cantante e attrice nel 1996, incidendo il singolo Moonlight to Daybreak e interpretando un ruolo nella commedia Tomoko no baai. Dopo una serie di ruoli minori ottenne una parte importante in Ring 0: Birthday, interpretando Sadako. Nel 2000 entrò a far parte del cast della serie televisiva Trick, interpretando anche le altre due stagioni per un totale di 30 episodi. Nel 1998 fu nel cast del film Drammatico Love & Pop e nel 2005 interpretò la protagonista di Shinobi. Nel 2008 fu nominata all'Awards of the Japanese Academy come miglior attrice per il suo ruolo interpretato in Ô-oku: The Movie.
Nel 1998 pubblicò il suo primo album discografico. Ha inoltre interpretato numerosi spot pubblicitari ed è stata scelta come portavoce per l'agenzia del fisco giapponese e per le ferrovie giapponesi.

## Filmografia

### Cinema
- Tomoko no baai, regia di Katsuyuki Motohiro (1996)
- Haunted Junction - serie TV anime, 1 episodio (1997) - voce
- Love & Pop, regia di Hideaki Anno (1998)
- Gamera 3: Iris kakusei, regia di Shūsuke Kaneko (1999)
- Ring 0: The Birthday (Ringu 0: Bâsudei), regia di Norio Tsuruta (2000)
- Oboreru sakana, regia di Yukihiko Tsutsumi (2001)
- Ashita ga aru sa: The Movie, regia di Hitoshi Iwamoto (2002)
- Trick: The Movie, regia di Yukihiko Tsutsumi (2002)
- G@me, regia di Satoshi Isaka (2003)
- Satoukibi batake no uta, regia di Katsuo Fukuzawa (2003)
- Gokusen dorama, regia di Taro Otani (2005)
- Shinobi, regia di Ten Shimoyama (2005)
- Trick: The Movie 2, regia di Yukihiko Tsutsumi (2006)
- Ō-oku - Il film, regia di Toru Hayashi (2006)
- Shimane no bengoshi - film TV, (2007)
- Himawari: Natsume masako 27 nen no shôgai to haha no ai - film TV, (2007)
- I Want to Be a Shellfish (Watashi wa kai ni naritai), regia di Katsuo Fukuzawa (2008)
- Gokusen: The Movie, regia di Tôya Satô (2009)
- Elite Yankee Saburo (Gekijô-ban: Erîto Yankî Saburô), regia di Yūdai Yamaguchi (2009)
- Fullmetal Alchemist - La vendetta di Scar, regia di Fumihiko Sori (2022)

### Televisione
- Kimi to ita mirai no tame ni 'I'll be Back - serie TV, 1 episodio (1999)
- Aoi tokugawa sandai - serie TV, 1 episodio (2000)
- 2000-nen no koi - serie TV, 1 episodio (2000)
- Trick - serie TV, 9 episodi (2000)
- Usokoi - serie TV, 1 episodio (2001)
- Ashita ga aru sa - serie TV, 1 episodio (2001)
- Gokusen - serie TV, 12 episodi (2002)
- Trick 2 - serie TV, 11 episodi (2002)
- Trick 3 - serie TV, 10 episodi (2003)
- Musashi - serie TV, (2003)
- Haru to Natsu - miniserie TV, (2005)
- Komyo ga tsuji - serie TV, 49 episodi (2006)
- Satomi Hakkenden - miniserie TV, (2006)
- Erai tokoro ni totsui de shimatta! - serie TV, 7 episodi (2007)
- Joshi deka! - serie TV, 1 episodio (2007)
- Gokusen - serie TV, (2008)
- Arifureta kiseki - serie TV, (2009)
- Mr. Brain - serie TV, (2009)
- Ghost Mama Sosasen - miniserie TV, (2012)

## Discografia

### Album
- 遠い日のメロディー (1998)

### Singoli
- Moonlight to Daybreak (1996)
- トゥルー・ラブストーリー〜恋のように僕たちは〜 (1996)
- 心に私がふたりいる／トレモロ (1997)
- 負けない愛がきっとある/One More Chance (1997)
- 遠い日のメロディー／ヴィオラの夢 (1997)
- 青い鳥／晴れた日と日曜日の朝は (1998)
- Birthday／I Feel You (2000)
- 愛してる (Aishiteru) (2001)
- 恋のダウンロード (Koi no Download) (2006)